# Лотошино
Лотошино (на руски: Лотошино) е селище от градски тип в Руската федерация, административен център на Лотошинския муниципален район от Московска област.

## Лотошински район
Лотошинският муниципален район е образуван през 1929 г. Разположен е в северозападната част на Московска област. На север и запад граничи с Тверска област, а на юг и изток – с Клински, Волоколамски и Шаховски район на Московска област. През района преминава р. Лоб. Разположен е на площ от 100 х. хектара. На територията му има 123 населени пункта с административен център в селище от градски тип Лотошино и 2 съставни села: Микулино и Ошейкино. Населението е 18 400 жители. Малка част от тях са с български корени. Административен център е Лотошино с население 5200 жители. През летния период населението се увеличава от летовници.

### История
За пръв път Лотошино се споменава в Никоновската летопис от 1478 г. През XVI в. е голямо търговско село. Тук хората изработват собствени изделия, а търгуващите с тях са наречени лотошници. През 1812 г. селото се владее от княз Иван Мешчарски, който създава млекопреработвателен завод.
По време на Втората световна война на територията на района се водят ожесточени боеве в хода на битката при Москва. Лотошино е напълно унищожено, а съставните села силно пострадват. Тук има 62 паметника на защитниците на Москва. През декември 1941 г. части на Червената армия си връщат контрола върху района. Оцелелите жители се завръщат и постепенно районът е възстановен, като Лотошино получава статут на селище от градски тип през 1951 г.

### Икономика
Основни отрасли на стопанството са земеделието, животновъдството и преработването на местните суровини. По-важните производствени фирми са свързани с млекопреработка, сушене на плодове, биотехнологии, дестилация на спирт и водка, мебели, преработка на торф и др.

### Култура и образование
В Лотошинския район има централизирана библиотека с 19 разклонения, дом на културата, 3 краеведчески музея, детска школа за изкуство, картинна галерия, парк за отдих и култура, стадион и съвременна спортна зала.
В системата за образование са включени 12 дневни и 2 вечерни училища, 10 детски градини и център за социална адаптация.

### Управление
Управлението се формира от:
- глава на Лотошинския муниципален район
- Съвет на депутатите от Лотошинския муниципален район
- глави на съставните села

Побратимен град  Ловеч, България